# Materialseilbahn Dotternhausen–Plettenberg
| Materialseilbahn Dotternhausen–Plettenberg             | Materialseilbahn Dotternhausen–Plettenberg |
| ------------------------------------------------------ | ------------------------------------------ |
| Bahn, im Hintergrund der Plettenberg mit Fernmeldeturm |                                            |
| Standort:                                              | Dotternhausen Deutschland                  |
| Bauart:                                                | Lorenseilbahn                              |
| Baujahr:                                               | 1971                                       |
| Berg:                                                  | Plettenberg                                |
| Talstation:                                            | Dotternhausen, 678,5 m                     |
| Höhendifferenz:                                        | 311,3 m                                    |
| Bergstation:                                           | Plettenberg, 989,8 m                       |
| Streckenlänge:                                         | 2.303,2 m                                  |
| Fahrdauer:                                             | 8,0 min                                    |
| Anzahl der Stützen:                                    | 13 Stk.                                    |
| Hersteller:                                            | BRECO                                      |
| Betreiber:                                             | privat                                     |

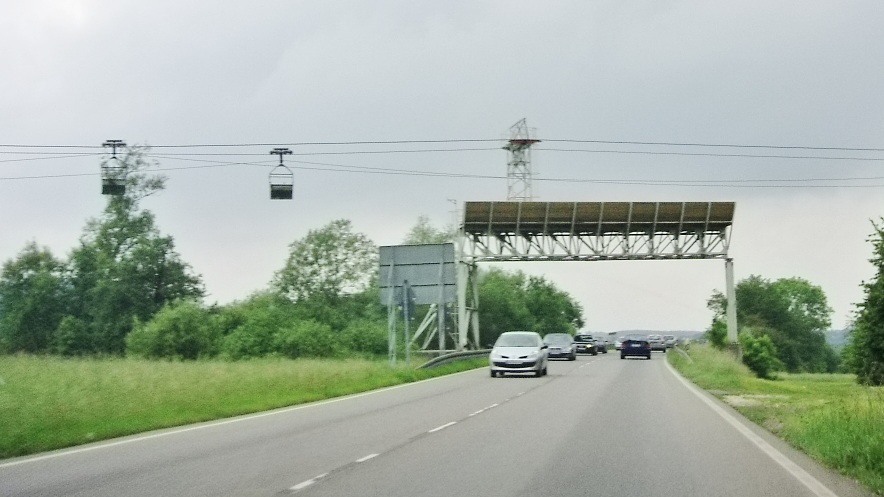
Querung der B 27 mit Schutzbrücke

Die Materialseilbahn Dotternhausen–Plettenberg ist eine von der Holcim (Süddeutschland) GmbH betriebene Lorenseilbahn in Baden-Württemberg.
Die Seilbahn ist als Umlaufseilbahn mit 65 Lorenwagen ausgelegt, die jeweils 1,7 Tonnen Material aufnehmen können. Sie verbindet in 2,3 km langer gerader Strecke das Zementwerk in Dotternhausen über die Bundesstraße 27 hinweg mit dem unternehmenseigenen Kalksteinbruch am Westhang des Plettenbergs am Fuße der Schwäbischen Alb, in dem täglich 4.000 Tonnen Weißer Jura abgebaut werden.

## Geschichte
Die Materialseilbahn wurde 1942 erbaut und 1971 modernisiert. Im September 2020 wurde die alte Seilbahn komplett demontiert und durch eine neue Seilbahn ersetzt.

## Verlauf
Die Materialseilbahn befindet sich westlich bzw. südwestlich der Siedlungen von Dotternhausen und verläuft in südöstlicher Richtung.
Sie beginnt auf dem Werksgelände der Holcim (Süddeutschland) GmbH. Nach 85 Metern wird die Bundesstraße 27 (Stütze 2), nach 180 Metern die Schömberger Straße (Stütze 3) und nach 670 Metern die Plettenbergstraße (Stütze 6) überquert. Diese Überquerungen sind jeweils mit einer Brücke zum Schutz vor Ladungsverlusten der Loren gesichert. Bei Kilometer 1,13 (Stütze 9) verschwindet die Trasse größtenteils im bewaldeten Hang des Plettenbergs, die Schneise ist jedoch gut sichtbar. Im Wald werden mehrere Wald- und Forstwege gequert, welche jedoch nur noch mit Warnschildern gesichert sind. Ab Kilometer 1,75 verläuft die Plettenbergstraße für ca. 100 Meter (bei Stütze 11 und 12) parallel zur Trasse. Nach 2,303 Kilometern endet die Materialseilbahn in der Bergstation auf dem Plettenberg.
In dieser Richtung sind die Loren leer. Der Materialtransport erfolgt talwärts.
Ein Großteil der Trasse befindet sich auf Grundstücken der Gemeinde Dotternhausen. Der Betreiber zahlt für den Neubau der Seilbahn eine Pacht von 500 Euro pro Monat an die Gemeinde.

## Neubau

### Planung
Im September 2020 wurde eine neue Materialseilbahn mit einer größeren Beförderungsleistung gebaut. Es ist zudem möglich, dass die Seilbahn auch Personen transportieren kann. Der Planfeststellungsbeschluss wurde durch das Regierungspräsidium Tübingen im Dezember 2019 erlassen. Berg- und Talstation sowie die Trasse wurden nicht verändert. Es wurden 16 Stützen, davon fünf neue, errichtet. Bei der alten Bahn waren es 13 Stützbauwerke.

### Förderleistung und Personenbeförderung
Die Seilbahn ist eine automatisch kuppelbare Einseilumlaufbahn mit 126 Loren (zzgl. vier Ersatzloren sowie ein Wartungsfahrzeug) und fünf Kabinen mit jeweils vier Sitzplätzen. Die maximale Förderleistung liegt bei 450 t/h bei einer maximalen Fahrgeschwindigkeit von 6,0 m/s. Der Antrieb wurde in der Talstation als Oberflurantrieb errichtet, die Garagierung in der Bergstation. Pro Lore können 1 t Material transportiert werden.
| Position             | Kennzahl                         |
| -------------------- | -------------------------------- |
| Länge:               | 2.303,2                          |
| Höhenunterschied:    | 311,3                            |
| Fahrgeschwindigkeit: | max. 6,0 m/s                     |
| Förderleistung:      | max. 450 t/h                     |
| Dauerleistung:       | 165 kW                           |
| Anfahrtsleistung:    | 290 kW                           |
| Auffahrtsseite:      | Rechts (gegen den Uhrzeigersinn) |
| Seildurchmesser:     | 54 mm                            |
| Spurweite:           | 5 m                              |

### Betrieb
Bei gleichbleibender Abbauleistung von 4.000 Tonnen je Arbeitstag auf dem Plettenberg wird der Wochenendbetrieb der Materialseilbahn eingestellt. Dazu wurde die Förderkapazität der Seilbahn von 300 t/h auf 450 t/h erhöht, was zu einer Reduzierung der täglichen Nettobetriebszeit von ca. 13,5 auf 9 Stunden führt. Die Sicherheitsstandards und die Lärmminderung wurden durch den Umbau verbessert. Geplant ist die Reduzierung der derzeitigen täglichen Betriebszeiten von 6 bis 22 Uhr auf 6 bis 18 Uhr.
Nach der Fertigstellung waren die Lärmemissionen im nicht akzeptablen Bereich, weswegen der Regelbetrieb zunächst nicht aufgenommen werden konnte. Seit Inbetriebnahme ist die Seilbahntrasse durch einen Zaun abgegrenzt, um notwendige Arbeiten zur Lärmminderung abzusichern. Bis Spätsommer 2021 sollten die Umbaumaßnahmen zur Lärmreduzierung fertiggestellt sein. Das Regierungspräsidium erteilte eine befristete Betriebserlaubnis unter Auflagen, diese müssen bis 31. Oktober 2023 erfüllt sein.
Am 27. Oktober 2023 erteilte das Regierungspräsidium die Betriebsgenehmigung für die Seilbahn. Es gelten weiterhin die Einschränkungen, dass die Bahn mit max. 4,8 m/s gefahren werden darf und an Werktagen nur von 6 bis 22 Uhr betrieben wird.
Koordinaten: 48° 13′ 31,5″ N, 8° 46′ 49,7″ O